# Бій біля острова Саво
Бій біля острова Саво — (англ. Battle of Savo Island), також відомий як Перший бій біля острова Саво і, в японських джерелах, Перший бій в Соломоновому морі (яп. 第一次ソロモン海戦, Dai-ichi-ji Soromon Kaisen) — нічний морський бій у водах, що омивають острів Гуадалканал (Соломонові острови), який стався вночі 9 серпня 1942 року, між з'єднанням 8-го японського флоту віцеадмірала Гун'їті Мікави й американо-австралійською крейсерською групою прикриття оперативного з'єднання TG62 віцеадмірала Річмонда Тернера, яка прикривала висадку десанту на Гуадалканалі й прилеглих островах, якими командував британський контрадмірал Віктор Кратчлі.

## Передісторія операції
14 липня 1942 року було сформовано 8-й флот під командуванням віцеадмірала Гун'їті Мікави, що базувався на островах Трук. 26 липня Мікава прибув на флагманському важкому крейсері «Текай» до Рабаула (Нова Британія), де в подальшому був розміщений його штаб.
7 серпня 1942 року війська союзників (здебільшого, морська піхота США) висадились на Гуадалканалі, Тулагі й Флоридських островах у східній частині архіпелагу Соломонових островів. Десант мав завдання запобігти використанню цих островів японцями для військових баз. Зі східних Соломонових островів японські сили мали можливість завдавати ударів по комунікаціях між США й Австралією. Також союзники планували використовувати острови як стартову точку в операції по звільненню Соломонових островів, ізолювати або захопити велику військово-морську базу в Рабаулі й підтримати свої війська в Новогвінейській кампанії. Висадка поклала початок шестимісячній Гуадалканальській кампанії.
Головнокомандувачем усіма морськими силами союзників в операціях на Гуадалканалі й Тулагі було призначено віцеадмірала США Френка Флетчера. Він також командував авіаносними групами, що забезпечували прикриття операції з повітря. контрадмірал США Річмонд К. Тернер командував амфібійним флотом, який доставив 16 000 солдатів союзників на Гуадалканал і Тулагі. Крім того, під командуванням Тернера була ескадра підтримки британського адмірала Віктора Кратчлі, що складалась з восьми крейсерів, п'ятнадцяти есмінців і п'яти мінних загороджувачів. Ці кораблі мали підтримувати судна Тернера й здійснювати артилерійський обстріл сухопутних сил ворога. Під командуванням Кратчлі перебували здебільшого американські кораблі, але флагманом був австралійський важкий крейсер «Австралія».
7 серпня 1942 року японський віцеадмірал Мікава отримав відомості про висадку американців на острів Тулага.
8 серпня о 10 годині 26 хвилин американський пілот-розвідник помітив два японські крейсери. Але пілот переплутав їх з базами гідролітаків. Допущена на початку військової операції помилка стала лише однією з багатьох, які згодом зробили американці.
Вісім годин потому командувач армією Тернер отримав повідомлення. Виходячи з отриманих відомостей, він вирішив, що японці мали намір створити базу для літаків, але не збирались атакувати. Тому американці вирішили розділити флот на окремі групи. Частина кораблів мала патрулювати між островами Тулагі й Гуадалканал. А підходи до острова Саво охороняли шість важких крейсерів і вісім есмінців. Крім того, два есмінці були дозорними. Кораблями командував Віктор Кратчлі, британський офіцер. Його помилкою стало те, що він не провів попередньої військової наради з командирами крейсерів, а тому план бою не був розроблений завчасно.

## Перед боєм
Мікава повів свої кораблі на схід, таким чином ввівши в оману своїх противників. Потім він повів своє з'єднання північніше острова Бука, і, пройшовши вздовж східного узбережжя острова Бугенвіль, попрямував у протоку Слот. Вранці 8 серпня японське з'єднання на 6 годин зупинилося поблизу містечка К'єта на Бугенвілі, щоб підійти до Гуадалканалу в нічний час, уникнути виявлення й подальших повітряних атак. Там Мікава наказав збільшити інтервали між своїми кораблями, сподіваючись таким чином приховати кількісний склад свого з'єднання, і надіслав чотири корабельних гідролітаки на розвідку в район Гуадалканала.

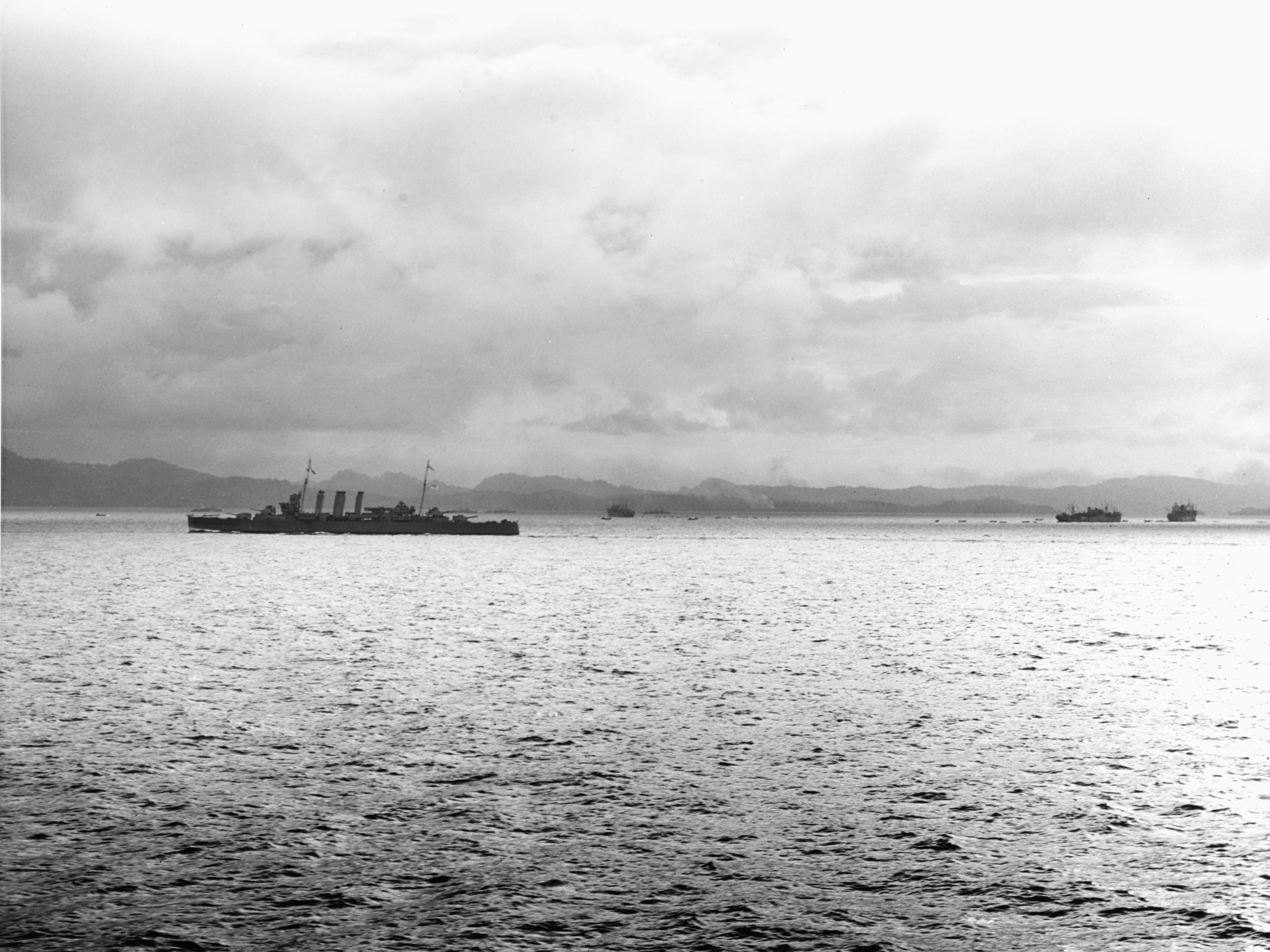
HMAS Canberra (D33) (у центрі зліва) прикриває вивантаження військ на Тулагі

О 10:20 і об 11:10 кораблі Мікави було виявлено австралійськими розвідувальними літаками Hudson, які базувались в затоці Мілн на Новій Гвінеї. Перший Hudson визначив склад з'єднання Мікави як «3 крейсери, 3 есмінці й 2 гідроавіаносці». Hudson зробив спробу передати повідомлення на радіостанцію союзників у Фолк-Рівер, але не зумів зв'язатися (у той час на Фолк-Рівер стався повітряний авіаналіт). О 12:42 літак повернувся до затоки Мілн, щоб якомога швидше доставити повідомлення. Другий Hudson також помилився в звіті, переданому по радіо, але завершив патрулювання й повернувся до Мілн о 15:00. У його доповіді значилися «2 важких, 2 легких крейсери й 1 невідомого типу». З незрозумілих причин ці доповіді не були одразу передані командуванню Союзників на Гуадалканалі (аж до 18:45 і 21:30 8 серпня відповідно).
Гідролітаки Мікави повернулись близько дванадцятої й повідомили про дві групи кораблів союзників: одну — поблизу Гуадалканала, другу — поблизу Тулагі. Мікава зібрав своє з'єднання й повним ходом рушив до Гуадалканала. У протоку Слот біля острова Шуазель він увійшов о 16:00 8 серпня. Мікава прожектором передав план майбутнього бою на свої кораблі: «Після входу прямуємо на південь від острова Саво й торпедуємо головні сили ворога перед якірною стоянкою Гуадалканала; після чого повертаємо на Тулагі, щоб розстріляти й торпедувати ворога. Потім повертаємось на північ від острова Саво.»
З'єднання Мікави рухалося протокою Слот і не було виявлено союзниками, хоча ще вдень 8 серпня Тернер вимагав від контрадмірала МакКейна здійснити додаткову розвідку протоки Слот. Але з незрозумілих причин МакКейн не віддав відповідного наказу й не повідомив про це Тернера. Таким чином, Тернер помилково вважав, що протока Слот весь день перебувала під спостереженням союзників.
Для захисту транспортів уночі контрадмірал Кратчлі розділив кораблі союзників на три групи. «Південна» група (TF62.1) під командуванням самого Кратчлі, до якої входили два австралійські важкі крейсери «Австралія» й «Канберра», важкий крейсер «Чикаго» й есмінці «Паттерсон» і «Беглі», мала патрулювати між мисом Лунга на Гуадалканалі і островом Саво. «Північна» група (TF62.2) під командуванням капітана Ріфтхола, командира крейсера «Вінсенс», що складалася з важких крейсерів «Вінсенс», «Асторія» й «Куінсі» та есмінців «Хелм» і «Вілсон», мала патрулювати між якірною стоянкою Тулагі й островом Саво. «Східна» група (TF62.3) під командуванням контрадмірала Нормана Скота, у складі американського легкого крейсера «Сан Хуан», австралійського легкого крейсера «Гобарт» і двох есмінців була направлена охороняти східні проходи між Флоридськими островами й Гуадалканалом.
Два обладнаних радарами есмінця Кратчлі поставив західніше острова Саво. Їх завданням було завчасне виявлення японських кораблів, які могли наближатись до військо-морських сил союзників. Есмінець «Ральф Телбот» патрулював підходи до північної частини протоки, а есмінець «Блю» — до південної.
Відстань між ними становила 12-30 кілометрів (6,4-16,2 милі). Інші 7 есмінців Кратчлі залишив у протичовновій охороні транспортів, що розвантажувалися поблизу двох якірних стоянок Гуадалканала.
Екіпажі транспортів і кораблів союзників вже другу добу перебували в стані постійної бойової готовності, тому були стомлені. Стояла волога тропічна спека, тому вночі 8 серпня на більшій частині кораблів Кратчлі була оголошена «Готовність ІІ», що передбачала перебування на бойових постах тільки половини екіпажу, при цьому будь-який член екіпажу мав бути або в ліжку, або на вахті.
З'єднання Мікави підходило до острова Саво 3-кілометровою колоною (1,6 милі) на чолі з крейсером «Текай», за яким ішли крейсери «Аоба», «Како», «Кінугаса», «Фурутака», далі — крейсери «Тенрю», «Юбарі» та есмінець «Юнагі». 9 серпня десь за чверть до першої ночі сигнальники «Текая», а потім і решти кораблів, помітили невідомий корабель (це був есмінець «Блю») за 9000 ярдів (4,6 милі) прямо по курсу японської колони.

## Бій із південною групою

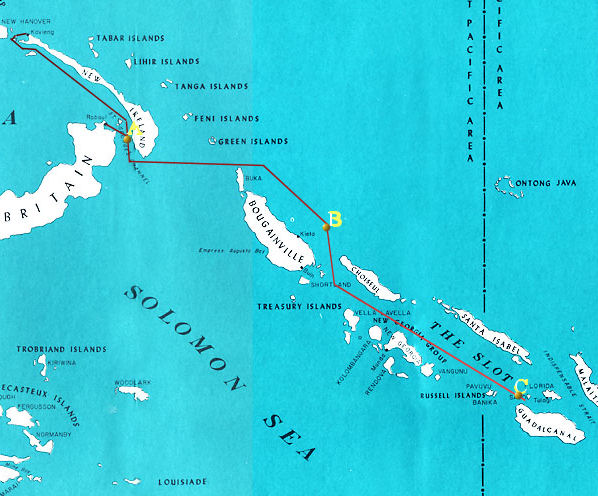
Маршрут сил Мікави від Рабаула й Кавінга (вгорі ліворуч), зупинка на східному узбережжі Бугенвіля (у центрі), а потім через протоку Слот для атаки військово-морських сил Союзників на Гуадалканалі й Тулагі (внизу праворуч)

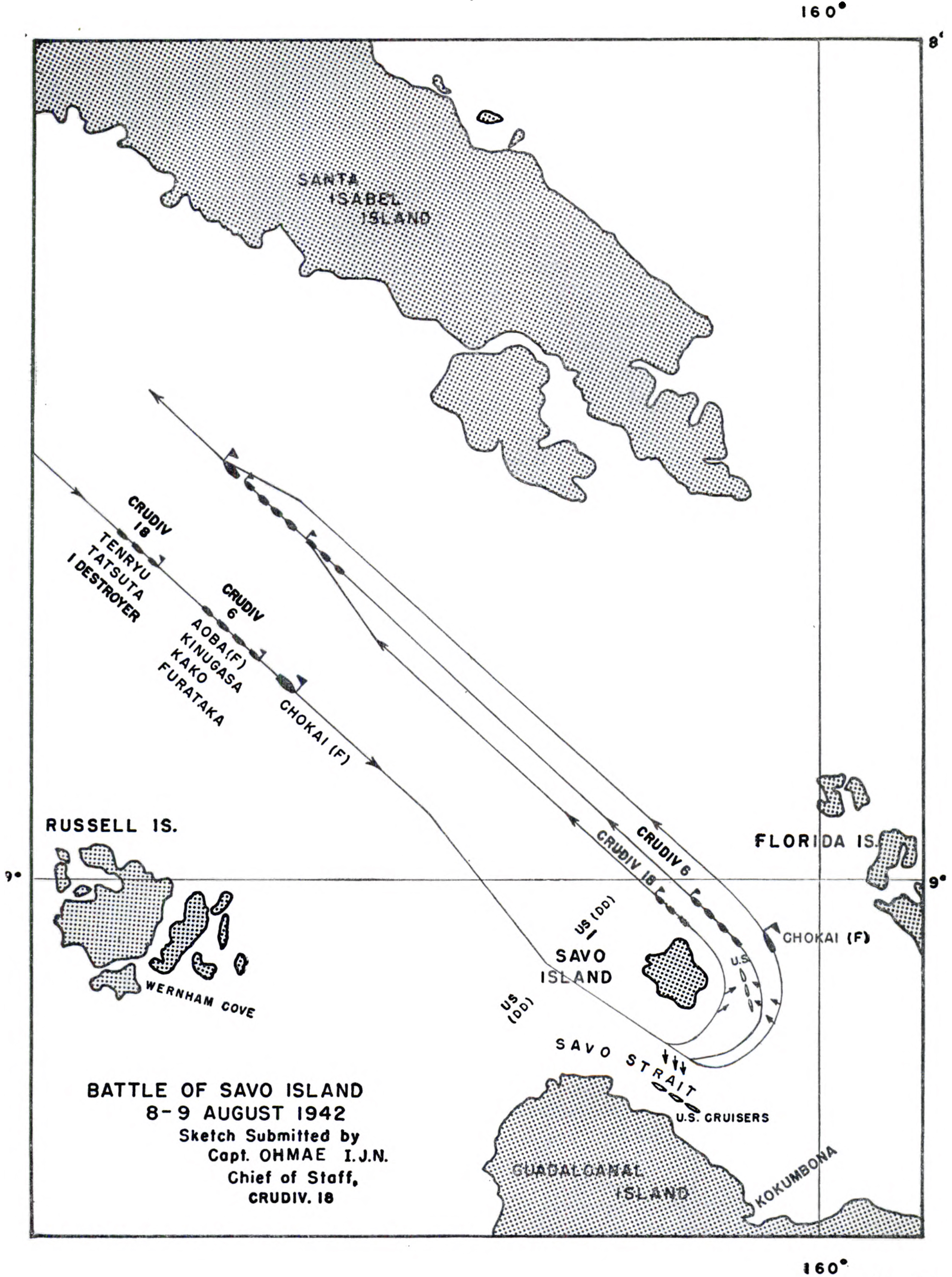
Схема підходу й відходу кораблів Мікави з району бойових дій

Помітивши «Блю», Мікава наказав змінити курс вліво, щоб пройти на північ від острова Саво, і зменшити швидкість до 22 вузлів (40,7 км/год), щоб зменшити буруни під форштевнями, які могли видати його кораблі. Через чотири хвилини сигнальники кораблів Мікави виявили ще один корабель за 16 000 ярдів (9,2 милі) зліва по курсу, який спершу вважали місцевою шхуною. Це був «Ральф Телбот».
Японські кораблі націлили на «Блю» більше 50 своїх гармат і були готові відкрити вогонь одразу, як тільки «Блю» виявить їх. Коли «Блю» був вже менше ніж за 2000 ярдів (1,1 милі) від кораблів Мікави, він досягнув кінця маршруту патрулювання, раптово для японців розвернувся на протилежний курс і пропустив довгу колону японських кораблів, які тихо пройшли повз нього. На жаль для Союзників, на той час оператори радарів ще не були знайомі з деякими особливостями своїх примітивних радіолокаційних станцій. Зокрема, ефективність радарів, різко зменшувалася поблизу великих ділянок суходолу, тому японське з'єднання все ще залишалося не поміченим.
Зрозумівши, що його кораблі досі не виявлено, Мікава змінив курс управо, щоб пройти південніше острова Саво, і збільшив хід спочатку до 26 вузлів (48,1 км/год.), а потім до 30 вузлів (55,6 км/год.) О 01:25 Мікава наказав своїм кораблям діяти незалежно від флагмана, а о 01:31 — «Всім кораблям атакувати»". Приблизно в цей же час «Юнагі», який ішов у кінці японської колони, розвернувся й пішов у зворотному напрямку, можливо через втрату контакту з іншими японськими кораблями, або, можливо, за наказом прикривати тил з'єднання Мікави. Через хвилину японські сигнальники помітили ще один корабель. Це був есмінець «Джервіс», який попереднього дня отримав важкі пошкодження й очікував відправлення на ремонт до Австралії. «Джервіс» чи то не помітив японські кораблі, чи то не розпізнав їх, але тривогу не здійняв. «Фурутака» не втрималася й випустила в «Джервіс» торпеди, але всі вони пройшли повз корабель, таким чином, відтягнувши час, коли кораблі Мікави було виявлено. Японські кораблі пройшли всього за 1100 ярдів (0,6 милі) від «Джервіса», що було достатнім для офіцерів «Тенрю», щоб побачити відсутність активного руху команди на есмінці. Якщо на «Джервісі» й побачили кораблі, що проходять неподалік, то не вважали це гідним уваги.
Через дві хвилини після виявлення «Джервіса» японські сигнальники виявили на фоні палаючого транспорта «Джордж Ф. Еліот», який було пошкоджено японською авіацією минулого дня, силуети крейсерів і есмінців південної групи союзників за 12 500 ярдів (6,2 милі) з правого боку по курсу кораблів. Через декілька хвилин по тому, близько 01:38, «Текай» дав по них торпедний залп. І в той же час сигнальники «Текая» помітили зліва, майже на траверзі, кораблі північної групи на відстані 18 000 ярдів (8,8 милі) . «Текай» повернув уліво, а інші японські кораблі дали торпедний залп правим бортом по південній групі.
Екіпаж есмінця «Патерсон» перебував у стані підвищеної бойової готовності, оскільки командир есмінця відповідально поставився до повідомлень про японські кораблі й появу невідомих літаків увечері, тож надав наказ підлеглим бути готовими до бою. О 01:43 «Паттерсон» помітив корабель, можливо «Кінугасу», за 5000 ярдів (2,9 милі) попереду й відразу передав (по радіо й семафором) повідомлення, яке ввійшло до історії: «Увага! Увага! Невідомі кораблі входять у гавань!» «Патерсон» розвинув максимальну швидкість і дав залп освітлювальними снарядами в напрямку японської колони. Командир наказав також торпедну атаку, але його наказ не було почуто через гуркіт гармат есмінця.
У той час, коли «Паттерсон» виявив японські кораблі й вступив у бій, японські гідроплани, які без перешкод кружляли над південною групою кораблів союзників, за наказом Мікави скинули освітлювальні ракети прямо над «Канберрою» й «Чикаго». «Канберра» одразу відкрила хаотичний вогонь, командир крейсера Френк Геттінг наказав збільшити швидкість і розвернути корабель, намагаючись поставити «Канберру» між японськими кораблями й транспортами, що розвантажувались. Есмінець «Беглі», сигнальники якого виявили японські кораблі одразу після «Паттерсона» й «Канберри», розвернувся й дав торпедний залп по японській колоні; згодом одна чи дві з цих торпед, імовірно, вразили «Канберру». У бою «Беглі» не брав активної участі.
Менш ніж за хвилину після відкриття вогню «Канберрою», відкрили вогонь «Текай» і «Футурака». У наступні 3 хвилини до них приєднались «Аоба» й «Како». У «Канберру» влучило до 24 пострілів великого калібру. Перші вибухи вбили її командира й старшого артилериста, зруйнували обидва котельних відділення, знеструмили корабель. «Канберра» припинила вогонь і навіть не передала інформацію іншим кораблям. Крейсер продовжував рух по інерції, палав, не здатний боротися з пожежею й затопленням. Потім «Канберру» вразили одна чи дві торпеди, які потрапили в її лівий борт. Ці торпеди могли бути випущені тільки з боку Гуадалканала, а єдиним кораблем у такій позиції був «Беглі», для якого австралійський крейсер перебував між ним і ворогом
Вахта на містку «Чикаго» розбудила капітана Боуда після того, як над крейсером запалали освітлювальні ракети, скинуті гідролітаками японських крейсерів, і побачила, що «Канберра», яка йшла перед ними, різко повернула направо. Боуд, для з'ясування ситуації, наказав 127-мм гарматам відкрити вогонь по японській колоні освітлювальними снарядами. Але зробити цього не встигли. О 01:47 «Чикаго» був уражений у носову частину торпедою, можливо від «Како». Ударною хвилею було виведено з ладу систему централізованого наведення гармат. Потім у крейсер влучила друга торпеда, але вона не вибухнула. Поблизу грот-щогли влучило одразу декілька 203-мм японських снарядів. «Чикаго» розвернувся на захід і залишив транспорти без прикриття. Крейсер відкрив вогонь 127-мм гарматами і, можливо, влучив у «Тенрю», заподіявши невеликі пошкодження. Боуд не намагався взяти командування над південною групою, попри те, що фактично він був командиром. До ще гірших наслідків призвело те, що Боуд не спробував попередити інші кораблі союзників біля Гуадалканала, навіть після того як його корабель вийшов із бою.
У той же час «Паттерсон» вів артилерійську дуель з японською колоною. У «Паттерсона» влучив снаряд, який завдав середніх пошкоджень і вбив 10 членів екіпажу. «Паттерсон» продовжував стріляти по японських кораблях і, можливо, попав у «Кінугасу», спричинивши середні пошкодження. Незабаром «Паттерсон» втратив контакт із ворогом і пішов на північний схід (уздовж східного берега Саво).
Тоді ж «Юнагі» наштовхнувся на «Джервіс» й обстріляв його. У подальшому «Юнагі» не брав участі в бою й приєднався до з'єднання вже під час відступу (північно-західніше острова Саво).
О 01:44 кораблі Мікави повернули вліво й попрямували до північної групи союзників. «Футурака», швидше за все, через проблеми з керуванням, або намагаючись уникнути зіткнення з «Канберрою», повернув раніше. До нього приєдналися «Юбарі» й «Тенрю». Ці кораблі перешикувались у зворотному порядку. Таким чином, північна група союзників опинилася в «кліщах».

## Бій із північною групою

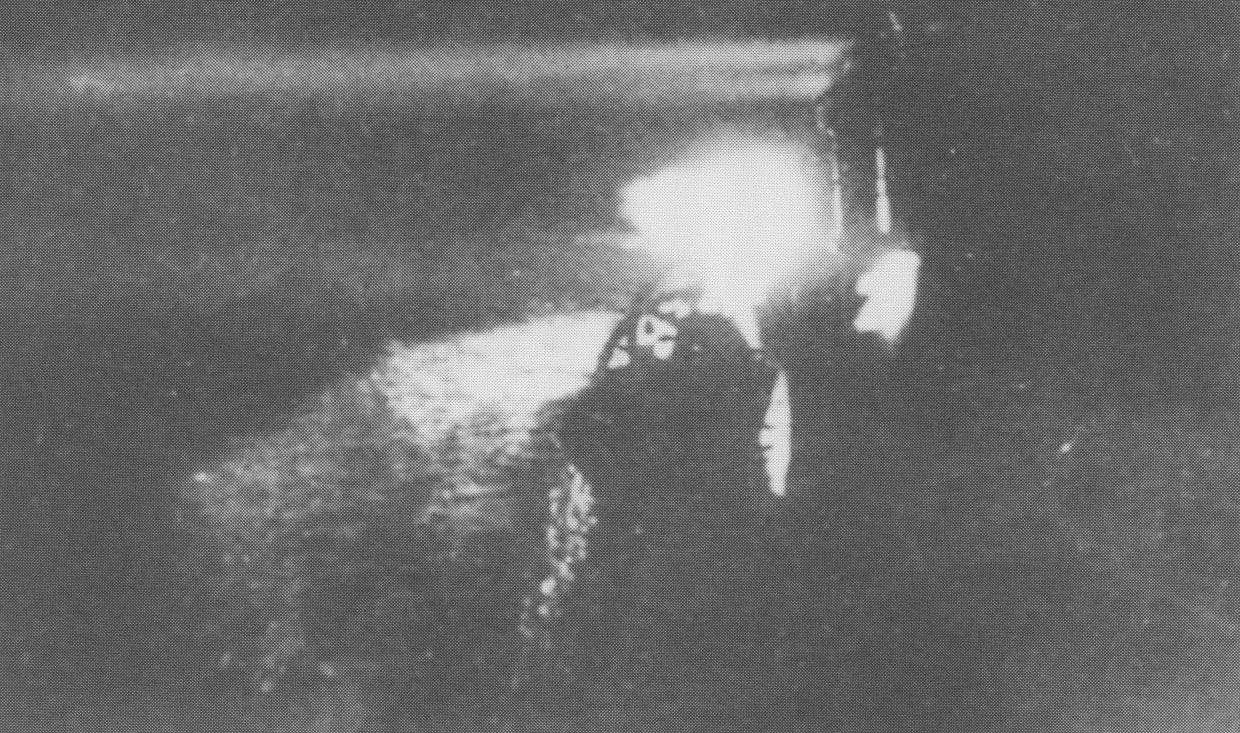
Крейсер «Юбарі» висвітлює прожектором північну групу Союзників прямо по ходу.

У той час, як з'єднання Мікави вело бій із кораблями південної групи, кораблі північної групи, ні про що не підозрюючи, повільно патрулювали свій район, тримаючи швидкість усього 10 вузлів (18,5 км/год). Командири всіх трьох крейсерів спали в каютах. Хоча на всіх трьох кораблях бачили спалахи південніше Саво, їх сприйняли за грозові блискавиці, а повідомлення «Паттерсона» про захід до гавані невідомих кораблів ніхто не отримав. О 01:44 японські крейсери припинили артилерійський вогонь по південній групі, і майже негайно почали стріляти торпедами по північній групі. О 01:50 вони засвітили американські крейсери й відкрили вогонь артилерії.
Першим почав стріляти «Како», який йшов третім. Він відкрив вогонь по «Вінсенсу». Флагманський корабель «Текай» обстріляв останній крейсер американської колони «Асторію», а «Аоба» взявся за «Куінсі» (середній крейсер у колоні). Через декілька хвилин по «Куінсі» відкрили вогонь також «Футурака» й «Тенрю». Таким чином, японці майже одночасно обстріляли всі три американські кораблі.
Тривогу на «Асторії» було оголошено лише після того, як крейсер було освітлено прожекторами японців і навколо почали вибухати снаряди. Старший артилерист наказав відкрити вогонь головним калібром по прожекторах. Командир «Асторії», капітан 1-го рангу Грінмен, який прокинувся від гуркоту пострілів, прибіг на капітанський місток і наказав припинити вогонь, побоюючись, що його корабель веде вогонь по своїх. Але оскільки навколо вибухали снаряди, то командир скасував свій наказ. «Текай» швидко пристрілявся, й у крейсер «Асторія» влучило багато снарядів, що викликали на ньому пожежі.
Між другою годиною ночі та чвертю на третю «Аоба», «Кінугаса» й «Како» приєднались до розстрілу «Асторії» «Текаєм». Було зруйновано машинне відділення, крейсер втратив хід і припинив вогонь. На ньому вирували пожежі. Єдиний снаряд «Асторії» влучив у башту ГК № 1 «Текая» о 02:16. Він не вибухнув, але вивів її з ладу.
«Куінсі», коли його о 01:50 освітили прожектори японських крейсерів, не зміг відкрити вогонь через неготовність. Він одразу ж потрапив під перехресний вогонь «Аоби», «Футуракі» й «Тенрю», отримав важкі пошкодження, на ньому палали пожежі. На додачу в лівий борт крейсера влучило дві торпеди, випущені «Тенрю». Крейсер дав навмання декілька залпів. Два снаряди вразили «Текай»: один потрапив у штурманську рубку, вибухнув за шість метрів від адмірала Мікави, вбив 36 осіб і знищив усі навігаційні карти; другий — в основу грот-щогли. О 02:10 внаслідок влучання в місток «Куінсі» було смертельно поранено командира та майже всіх, хто там перебував. О 02:16 крейсер був уражений у кормову частину лівого борту ще однією торпедою, випущеною з «Аоби». Крейсер зупинився й припинив вогонь. Помічник артилерійського офіцера «Куінсі», який прибіг на місток, так описував побачене:

Коли я дістався на палубу містка, то виявив там купу мертвих тіл, тільки троє чи четверо ще стояли. У рульовій рубці стояв тільки сигнальник, який намагався перекласти штурвал з правого на лівий борт. Від нього я дізнався, що командир, який у цей час лежав біля штурвалу, наказав йому посадити корабель на мілину і він намагається тримати курс на острів Саво, до якого було близько чотирьох миль (близько 7,5 км) зліва по кормі. Я кинувся на лівий борт рульової рубки, щоб знайти острів, і раптом відчув, що корабель став швидко хилитися на лівий борт, йдучи під воду носом. У цей час командир випростався, перекинувся на спину й зі стогоном помер.
Оригінальний текст (англ.)
When I reached the bridge level, I found it a shambles of dead bodies with only three or four people still standing. In the Pilot House itself the only person standing was the signalman at the wheel who was vainly endeavoring to check the ship's swing to starboard to bring her to port. On questioning him I found out that the Captain, who at that time was laying [sic] near the wheel, had instructed him to beach the ship and he was trying to head for Savo Island, distant some four miles (about 7,5 km) on the port quarter. I stepped to the port side of the Pilot House, and looked out to find the island and noted that the ship was heeling rapidly to port, sinking by the bow. At that instant the Captain straightened up and fell back, apparently dead, without having uttered any sound other than a moan.

«Куінсі» потонув о 02:38.
Участь у бою «Вінсенса» була недовгою. Коли о 01:50 американські крейсери було освітлено японськими прожекторами, «Вінсенс» забарився з відкриттям вогню, побоюючись, що прожектори можуть належати своїм, і відкрив його о 01:53 лише після того, як був обстріляний «Како». Вогнем у відповідь американський крейсер влучив у «Кінугасу». Командир корабля капітан 1-го рангу Фредерік Л. Ріфхолл наказав збільшити швидкість до 25 вузлів (46,3 км/год), але незабаром, о 01:55, у лівий борт крейсера влучило дві торпеди з «Текая», а потім, о 02:03 — і третя, з «Юбарі». «Вінсенс» втратив хід, знеструмився, гармати крейсера замовкли. О 02:13 «Текай» знову висвітив прожектором безпорадний «Вінсенс», і «Кінугаса», «Како» та «Текай» знову почали його обстрілювати. У «Вінсенс» влучило до 74 японських снарядів. О 02:16 Ріфхол наказав команді залишити корабель і «Вінсенс» затонув о 02:58.
Американські есмінці «Хелм» і «Вілсон» не брали участі в бою, якщо не враховувати, що «Вілсон» ледь не обстріляв «Беглі», який підходив до нього з півдня.
Несподівано для американців, о 02:16, прожектори згасли й японська колона припинила вогонь. О 02:20 Мікава наказав відходити.
«Юнагі», який відбився від з'єднання Мікави, натрапив на північному сході від острова Саво на патрульний корабель «Ральф Талбот» і на мить освітив його прожектором. Цього було досить, щоб три японські крейсери групи «Футуракі», які на лихо американців виходили з бою неподалік від нього, енергійно обстріляли есмінець. «Тенрю» висвітив його прожектором, у «Ральфа Телбота» влучило п'ять пострілів, які завдали йому важких пошкоджень. Завдяки зливі «Ральф Телбот» втік від вогню. Японські кораблі втратили його й пройшли неподалік.

## Рішення Мікави
О 02:16 Мікава провів коротку нараду з членами свого штабу про те, чи варто повернутись і продовжити бій з уцілілими ворожими кораблями та спробувати знищити транспортні судна союзників на якірних стоянках біля Гуадалканала. Його кораблі були розкидані й потрібен був час на перегрупування. Потрібне було перезаряджання торпедних апаратів, яке вимагало значного часу. Також Мікава не знав про кількість і місце перебування кораблів Союзників, у чому його переконала несподівана перестрілка з «Ральфом Телботом». Його кораблі витратили більшу частину боєприпасів, а флагманський крейсер залишився без навігаційного забезпечення. Мікава не мав прикриття з повітря, вважав, що американські авіаносці перебувають поблизу й побоювався денних ударів палубної авіації. У разі повторної атаки біля Гуадалканала його кораблі не встигали наступного дня вийти поза межі досяжності з авіаносців. Всі ці фактори вплинули на рішення Мікави. Хоча деякі із офіцерів штабу були готові атакувати далі, проте більшість штабу висловилась за відхід й о 02:20 Мікава наказав своїм кораблям відходити.

## Після бою

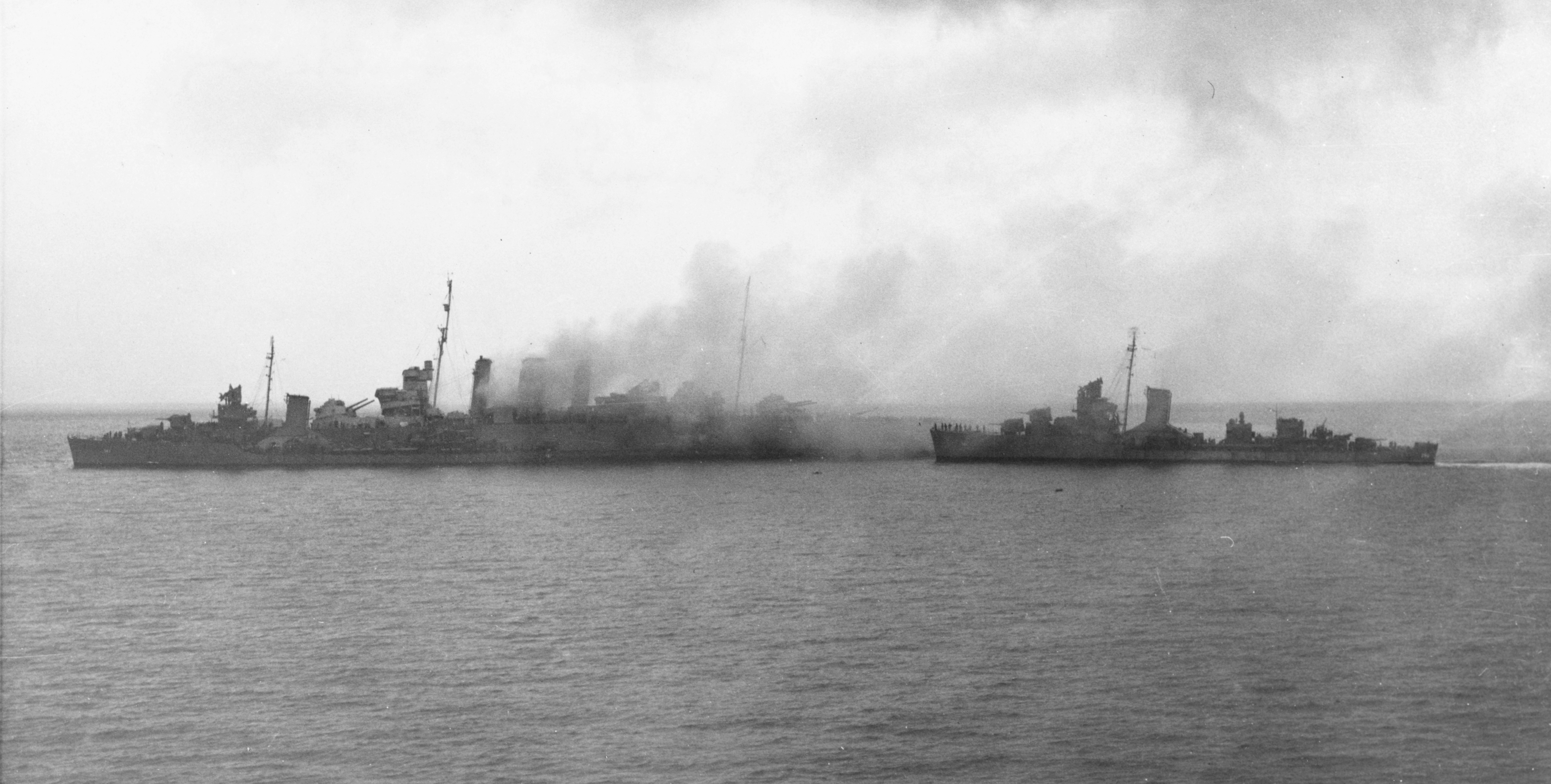
Американські есмінці «Блю» і «Паттерсон» евакуюють команду палаючої «Канберри»

О 04:00 9 серпня «Паттерсон» підійшов до «Канберри» для надання допомоги. До 5 години ранку пожежа була майже приборкана, але Тернер, який вирішив відвести всі свої кораблі й транспорти від Гуадалканала до 06:30, наказав затопити корабель. Після того, як есмінці «Селфрідж» і «Еллет» зняли з крейсера всіх членів екіпажу, «Канберру» добили торпедами й артилерійським вогнем.
Пізніше, вранці 9 серпня Вандергріфт повідомив Тернеру, що йому необхідно більше постачання. Тому Тернер відклав відхід транспортів на другу половину дня. Тим часом екіпаж «Асторії» намагався врятувати свій тонучий корабель. Але пожежа на «Асторії», кінець кінцем, вийшла з-під контролю й о 12:15 корабель затонув.
Вранці 9 серпня австралійські берегові спостерігачі на Бугенвілі передали по радіо попередження про те, що на Гуадалканал має відбутися наліт японської авіації з Рабаула. Транспорти на деякий час призупинили вивантаження, але авіаналіт не відбувся. Лише після війни стало відомо, що японські літаки відбомбились по «Джервісу» південніше Гуадалканала, добивши його. Транспорти й військові кораблі союзників залишили води Гуадалканала тільки ввечері 9 серпня.
Пізно ввечері 9 серпня Мікава наказав чотирьом крейсерам 6-ї дивізії крейсерів повернутися в Кав'єнг східніше Нової Ірландії. О 08:10 10 серпня «Како» було торпедовано підводним човном «S-44» і він затонув, не дійшовши до бази 70 миль (129,7 км). Залишки його екіпажу, за винятком 71 члена, підняли з води інші японські крейсери.
Протягом декількох подальших місяців після битви майже всі підкріплення й постачання союзники доставляли на Гуадалканал транспортами у складі дрібних конвоїв, вивантаження відбувалось удень, коли авіація з Нових Гебридів, авіабази Гендерсон-філд, а також з авіаносців, якщо ті перебували поряд із островом, могла прикрити висадку. За цей час морська піхота на Гуадалканалі, хоча й сиділа на «голодному пайку», але мала достатньо озброєння й харчів, щоб відбити кілька японських операцій, якими японці прагнули повернути острів під свій контроль.
Попри повну поразку Союзників у цьому бою, висадка їх десанту не була зірвана, і це було першим кроком на шляху до перемоги Союзників над Японською імперією. Можливо, якщо б Мікава вирішив ризикнути своїми кораблями, і знищити транспорти Союзників вранці 9 серпня, він міг би закінчити Гуадалканальську кампанію на самому початку, і подальша війна в південній частині Тихого океану пішла б за зовсім іншим сценарієм. Попри те, що військові кораблі союзників біля Гуадалканалу було повністю розбито, вони виконали своє завдання, захистивши транспорти. Багато з цих транспортів згодом були неодноразово застосовані для перевезення підкріплень і постачання на Гуадалканал. Рішення Мікави не продовжувати атаку союзників, тоді, коли для цього була чудова можливість, стало стратегічною помилкою для Японії.
Формальне керівництво ВМФ США, відоме як комісія Хепберна, у подальшому підготувало звіт про бій. Комісія допитувала більшість старших військових чинів TF62 протягом декількох місяців, починаючи з грудня 1942 року. Звітом було рекомендовано засудити дії тільки одного офіцера: капітана Говарда Д. Боуда. Звіт рекомендував зняти звинувачення з інших командирів кораблів, зокрема, з адміралів Флетчера, Тернера, МакКейна і Кратчлі, а також капітана Ріфхола. Кар'єри Тернера, Кратчлі і МакКейна практично не постраждали. Ріфхолл ніколи більше не командував кораблями. Капітан Боуд, прочитавши звіт, в якому особливій критиці піддавались саме його дії, застрелився в Бальбоа (зона Панамського каналу) 19 квітня 1943 року і помер наступного дня. Згодом, у вересні 1944 року, Кратчлі нагородили орденом «Почесного Легіону».

## Виноски
1. ↑  Деякі дослідники вважають, що екіпаж першого Hudson визначив склад з'єднання правильно, але зміст повідомлення було змінено розвідувальною службою в затоці Мілн.